# Liste der Biografien/Jej
Liste der Biografien |
Portal Biografien |
Personensuche
# |
A |
B |
C |
D |
E |
F |
G |
H |
I |
J |
K |
L |
M |
N |
O |
P |
Q |
R |
S |
T |
U |
V |
W |
X |
Y |
Z |
?
 
Ja |
Jb |
Jd |
Je |
Jh |
Ji |
Jj |
Jl |
Jn |
Jm |
Jo |
Jp |
Jr |
Js |
Jt |
Ju |
Jv |
Jw |
Jy
 
Jea |
Jeb |
Jec |
Jed |
Jee |
Jef |
Jeg |
Jeh |
Jei |
Jej |
Jek |
Jel |
Jem |
Jen |
Jeo |
Jep |
Jeq |
Jer |
Jes |
Jet |
Jeu |
Jev |
Jew |
Jex |
Jey |
Jez
Die Liste der Biografien führt alle Personen auf, die in der deutschsprachigen Wikipedia einen Artikel haben. Dieses ist eine Teilliste mit einem Eintrag einer Person, deren Namen mit den Buchstaben „Jej“ beginnt.

## Jej

### Jeje
- Jejeebhoy, Jamsetjee (1783–1859), britisch-indischer Geschäftsmann, Philanthrop und Adliger